# Thức ăn cho thú cưng
Thức ăn cho thú cưng (Pet food) hay còn gọi là thức ăn cho vật nuôi là các loại thức ăn chăn nuôi được sản xuất, chế biến chuyên dùng cho vật nuôi là thú cưng, các loại thức ăn này thường được bán trong các cửa hàng thú cưng và siêu thị, nó thường dành riêng cho loại động vật chứ không phải là gia súc, gia cầm nói chung, chẳng hạn như thức ăn cho chó hoặc thức ăn cho mèo và các loại thức ăn dành cho chim kiểng (kể cả gà kiểng), thỏ cưng, nhím kiểng, cá cảnh và các loại thú nuôi độc lạ khác.
Hầu hết thịt được sử dụng cho động vật là sản phẩm phụ của ngành công nghiệp thực phẩm cho con người hay phế phẩm nông nghiệp và không được coi là thức ăn cho người, mặc dù trên thị trường có các dòng thức ăn cao cấp, đắt tiền dành cho thú cưng. Năm 2018, thị trường thức ăn cho vật nuôi trên thế giới đạt trị giá 87,08 tỷ đô la Mỹ và dự kiến sẽ tăng lên 113,2 tỷ đô la Mỹ vào năm 2024. Thị trường thức ăn cho thú cưng được thống trị bởi 5 công ty lớn, tính đến năm 2019: gồm Mars, Inc., Nestle Purina Petcare, JM Smucker, Hill's Pet Nutrition, Inc. (thuộc sở hữu của Colgate-Palmolive) và Blue Buffalo Co. Ltd (thuộc sở hữu của General Mills).

## Các dòng

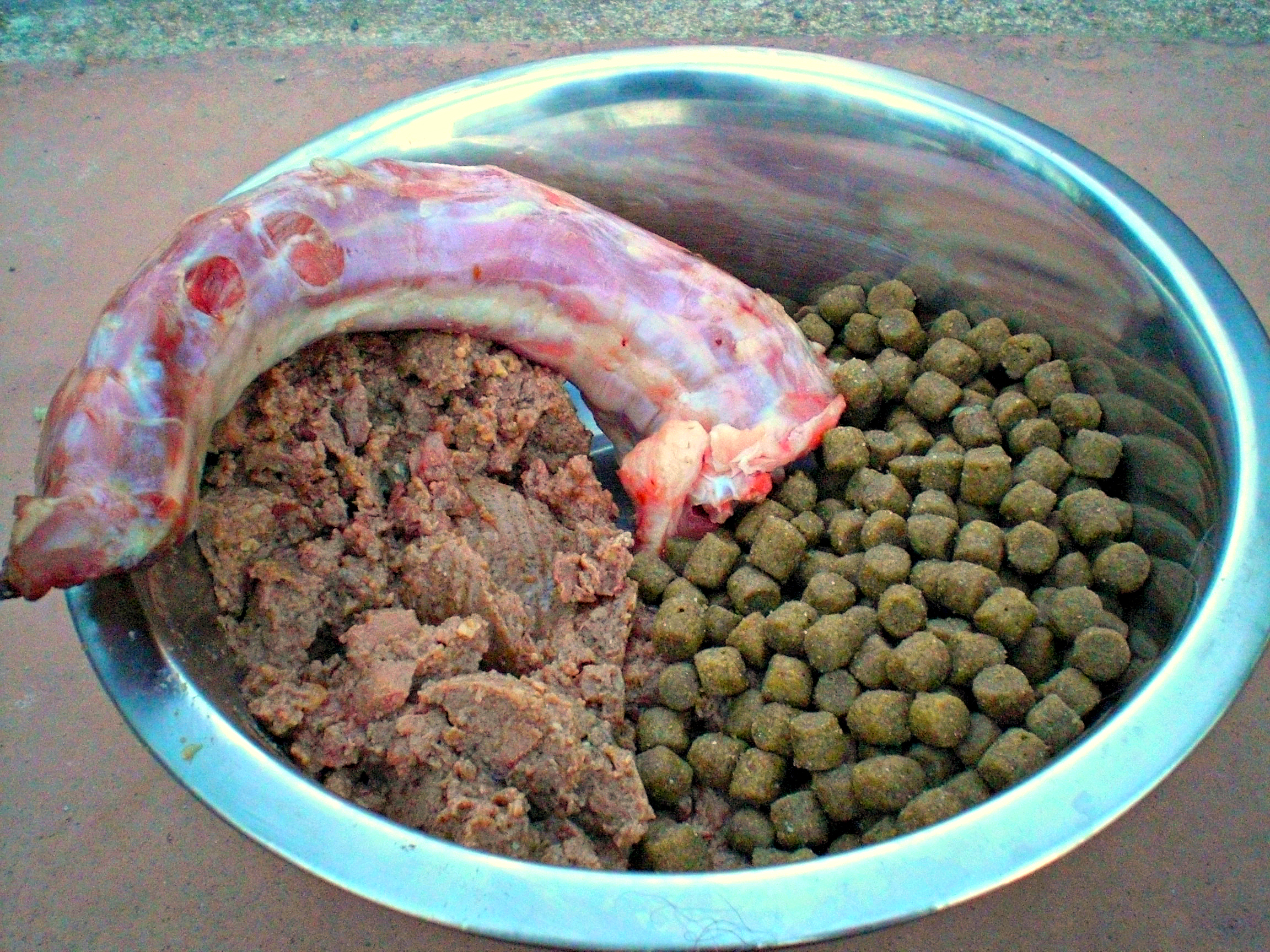
Một bữa ăn cho chó cưng gồm thức ăn khô (viên), thức ăn ướt, và thức ăn sống

Các loại thức ăn cho thú cưng thường là thức ăn tổng hợp, chế biến sẵn, thường gồm hai dòng là thức ăn khô (dạng viên) và thức ăn ướt. Thức ăn khô cho thú cưng là những thực phẩm được chế biến sẵn, đó là hỗn hợp các thành phần như ngũ cốc, thịt và các sản phẩm phụ của thịt, chất béo, khoáng chất và vitamin. Các chất này được các nhà sản xuất tính toán cân bằng hàm lượng dinh dưỡng phù hợp với từng loại thú cảnh khác nhau và từng lứa tuổi khác nhau. Thức ăn khô được phân làm hai loại chính là thức ăn hạt và thức ăn sấy khô, mỗi loại thức ăn này lại phù hợp với từng loại thú cưng.
Thức ăn khô là loại thực phẩm được sản xuất phù hợp với những chủ nuôi bận rộn, không có nhiều thời gian chăm sóc việc ăn uống của thú cưng. Thức ăn ướt cho thú cưng  giống như các thức ăn đóng hộp, đồ hộp của con người. Các thực phẩm tươi sống như: thịt, cá, rau, củ được chế biến và đóng hộp với hàm lượng tiêu chuẩn. Thức ăn chế biến sẵn mang lại nhiều lợi ích như tiết kiệm thời gian cho chủ nuôi, giảm thiểu các bệnh liên quan đến tiêu hóa của chó như: giun, sán, trong mỗi sản phẩm đều chứa hàm lượng chất dinh dưỡng theo tiêu chuẩn. Mỗi giai đoạn đều có các dòng sản phẩm riêng. Giúp người nuôi không phải lo về vấn đề cung cấp đầy đủ dưỡng chất để thú cưng có thể phát triển toàn diện theo mỗi giai đoạn trưởng thành.
Những thực phẩm được chế biến sẵn dành cho thú cưng là hỗn hợp các thành phần như ngũ cốc, thịt và các sản phẩm phụ của thịt, chất béo, khoáng chất và vitamin. Các chất có trong những thực phẩm này được các nhà sản xuất tính toán cân bằng hàm lượng dinh dưỡng phù hợp với từng loại thú cưng khác nhau và từng lứa tuổi khác nhau, phù hợp với sự nhu cầu cần thiết của chúng, nói chung, các loại thức ăn cho chó mèo, bao gồm thức ăn hạt khô, pate, xúc xích, bánh thưởng Với đầy đủ các hương vị thơm ngon khác nhau. Phù hợp với tất cả các giai đoạn phát triển của chó mèo. Thú cưng không thể ăn một chế độ ăn giống như con người vì trong thức ăn của người chứa khá nhiều calo và chất béo. Nếu thú cưng ăn chế độ này lâu dài thì dẫn tới tình trạng dinh dưỡng không cân bằng và mắc phải những ăn bệnh nguy hiểm.
Vì nhu cầu về các chất dinh dưỡng khác nhau, mỗi loài đều cần một chế độ ăn uống khác nhau phù hợp với độ tuổi cũng như đặc điểm riêng của từng loài. Có nhiều loại thực phẩm nấu chín không tốt cho hệ tiêu hoá của thú cưng. Các thực phẩm này được chế biến chứa quá nhiều các gia vị như dầu, bột ngọt, nước mắm đặc biệt những thực phẩm chứa nhiều muối và các chất phụ gia không lành mạnh khác sẽ huỷ hoại hệ tiêu hoá của thú cưng, khiến chúng mắc phải bệnh viêm tuỵ và nguy cơ dẫn đến tử vong là rất cao. Đặc biệt trong thức ăn thừa của người và các thực phẩm nấu chín khác chứa cả những chất làm ngọt như các loại đường. Hơn nữa, thức ăn thừa chứa nhiều chất phụ gia khi kết hợp với cơm sẽ khiến thú cưng bị tiêu chảy hoặc ngộ độc. Sử dụng thức ăn chuyên dụng sẽ giúp thú cưng giảm thiểu được những căn bệnh và những nguy hiểm tiềm ẩn này.

## Thị trường
Tại Hoa Kỳ, doanh số bán thức ăn cho vật nuôi năm 2016 đạt mức cao nhất mọi thời đại là 28,23 tỷ đô la. Trong đó, Mars là công ty hàng đầu trong ngành công nghiệp thức ăn cho vật nuôi, kiếm được khoảng 17 tỷ đô la hàng năm từ các sản phẩm chăm sóc vật nuôi. Doanh số bán thức ăn vật nuôi trực tuyến ngày càng tăng và góp phần vào sự tăng trưởng này. Doanh số bán hàng trực tuyến ở Mỹ tăng 15% trong năm 2015. Trên toàn thế giới, tỷ lệ tăng trưởng kép hàng năm của thức ăn vật nuôi mua trực tuyến là hơn 25% trong giai đoạn 2013–2018. Tính đến năm 2015, Hoa Kỳ dẫn đầu thế giới về chi tiêu cho thức ăn vật nuôi. Do thói quen ăn thịt của nhiều vật nuôi (đặc biệt là mèo và chó), liên quan đến việc tiêu thụ ước tính 1/5 lượng thịt và cá trên thế giới, tác động của việc sản xuất thức ăn cho vật nuôi lên việc phác thải carbon và biến đổi khí hậu trở thành một vấn đề nan giản.
Thị trường thú cưng tại Việt Nam trong những năm gần đây khá phát triển nhờ sự du nhập văn hóa phương Tây. Mức độ sẵn sàng chi trả của người nuôi dành cho thú cưng cũng tăng dần lên, thị trường thức ăn cho chó mèo nói riêng và ngành công nghiệp thú cưng tại Việt Nam nói chung đang phát triển. Ở Việt Nam, nuôi thú cảnh là thực sự thú vui xa xỉ của những người có điều kiện khi giá của sản phẩm thức ăn nhập khẩu cho vật nuôi này hiện ở mức cao, nhiều cửa hàng bán thức ăn cho thú cảnh có sự phong phú về chủng loại sản phẩm và giá cả của các loại thức ăn khô cho thú cảnh, nhất là những sản phẩm thức ăn nhập khẩu, chẳng hạn như để nuôi giống chó xù Nhật, mỗi lần đi mua thức ăn cho chó số tiền phải bỏ ra lên tới vài triệu đồng, bởi bên cạnh thức ăn bữa chính, còn có các sản phẩm bữa phụ như pate, Pedigre, hoa quả melon&beef, apple&salmon, hay các loại bánh như soft Filling chỉ là những sản phẩm nhập khẩu bình dân, tại một số cửa hàng bán sản phẩm thức ăn thú cảnh nhập khẩu của Pháp, Mỹ, Hàn Quốc thì giá còn cao hơn nhiều.
Tại cửa hàng thức ăn cho thú cưng trong khu đô thị cao cấp, nhiều sản phẩm thức ăn thú cưng được quảng cáo thực phẩm hữu cơ nhập khẩu từ Pháp, Mỹ, Hàn Quốc như các loại thức ăn hạt hữu cơ cho mèo vị cá hồi & khoai tây, thức ăn hạt hữu cơ cho chó 6 free vị thịt cừu có giá từ 500.000 đồng đến 600.000 đồng/500gram, nhân lên 1 kg sản phẩm này có giá khoảng hơn 1 triệu đồng, các loại khác có giá dao động từ 200.000 đồng đến 300.000 đồng/sản phẩm 500 gram. Ngoài các sản phẩm thực phẩm thức ăn khô, mặt hàng sữa bột cho thú cưng cũng đang nhận được nhiều quan tâm của người tiêu dùng, sản phẩm sữa Kitten Milk Replacer (sữa thay thế cho mèo) loại 1,170gram, giá bán 360.000 đồng; loại 2, 340gram, giá bán 500.000 đồng; hay sản phẩm sữa thay thế Puppy Milk Replacer Esbilac cho chó hộp 340gram, giá bán 460.000 đồng.